# Ziegelei (Trebbin)
Ziegelei ist ein Wohnplatz im Ortsteil Kliestow der Stadt Trebbin im Landkreis Teltow-Fläming im Land Brandenburg.

## Geografische Lage
Der Wohnplatz liegt rund einen Kilometer südsüdwestlich von Kliestow und wird von der Bahnstrecke Berlin–Halle von Norden kommend in südlicher Richtung geteilt. Nordwestlich liegt der weitere Trebbiner Ortsteil Plantage, östlich der Trebbiner Ortsteil Klein Schulzendorf und südlich der Trebbiner Wohnplatz Ebelshof. Der nordwestliche und südöstliche Teil der Gemarkung ist bebaut, der südwestliche Teil bewaldet. Die höchste Erhebung ist der rund 56 m hohe Bohldammberg, der nordöstlich liegt. Südlich des Wohnplatzes befindet sich der Kliestower See.

## Geschichte
Den ersten Hinweis auf den Wohnplatz gibt es bei Enders im Jahr 1858. In diesem Jahr wurde Kliestow als „Dorf mit Ziegelei“ beschrieben. Zwei Jahre später wurde von drei Abbauten berichtet, zu denen neben dem Ackergehöft Ebelshof auch zwei Ziegeleien gehörten. Im Jahr 1895 lebten im Wohnplatz 27 Personen. In den Karten des Deutschen Reiches ist eine Wohnbebauung ebenfalls erkennbar. Offenbar wurde westlich des Wohnplatzes Ton abgebaut; dort befindet sich im 21. Jahrhundert ein kleiner, unbenannter See. Im Jahr 1950 wurde der Wohnplatz als Ziegeleien zu Kliestow gehörig bezeichnet und kam im Zuge der Eingemeindung mit Wirkung zum 31. Dezember 1997 zur Stadt Trebbin. Im 21. Jahrhundert erinnert an die ursprüngliche Nutzung lediglich noch die Widmung der über die Bahnlinie führenden Straße, die in diesem Bereich An der Ziegelei heißt. Der Wohnplatz wird außerdem durch zwei Haltepunkte der Buslinie 760 bedient, die westlich der Bahnstrecke Kliestow, An der Ziegelei Nord und östlich Kliestow, An der Ziegelei Süd lauten.